# België op de Paralympische Winterspelen 2018
België is een van de landen die deelneemt aan de Paralympische Winterspelen 2018 in  Pyeongchang, Zuid-Korea. De Belgische delegatie is tweeledig. Met Eléonor Sana behaalde België zijn tweede Paralympische medaille in de geschiedenis, overigens de eerste medaille behaald door een Belgische vrouw.

## Medailleoverzicht
| Sport       | Paralympiër  | Onderdeel    | Medaille |
| ----------- | ------------ | ------------ | -------- |
| Alpineskiën | Eléonor Sana | Afdaling (v) | Brons    |

## Deelnemers en resultaten
(m) = mannen, (v) = vrouwen 
 DNF = did not finish (niet aangekomen), DNS = did not start (niet gestart)

### Alpineskiën
| Paralympiër                                 | Onderdeel                              | Resultaat | Prestatie |
| ------------------------------------------- | -------------------------------------- | --------- | --------- |
| Eléonor Sana voorskiër: haar zus Chloé Sana | Afdaling, visueel gehandicapt (v)      | Brons     | 1.31,60   |
| Eléonor Sana voorskiër: haar zus Chloé Sana | Super-G, visueel gehandicapt (v)       | 4e        | 1.36,00   |
| Eléonor Sana voorskiër: haar zus Chloé Sana | Super-combiné, visueel gehandicapt (v) | 6e        | 2.35,92   |
| Eléonor Sana voorskiër: haar zus Chloé Sana | Slalom, visueel gehandicapt (v)        | 8e        | 2.05,63   |
| Eléonor Sana voorskiër: haar zus Chloé Sana | Reuzenslalom, visueel gehandicapt (v)  | 6e        | 2.33,89   |
| Jasper Balcaen                              | Super-combiné, staand (m)              | DNF       | /         |
| Jasper Balcaen                              | Slalom, staand (m)                     | 15e       | 1.53,94   |
| Jasper Balcaen                              | Reuzenslalom, staand (m)               | DNS       | /         |